# Campionat del Món de Snooker

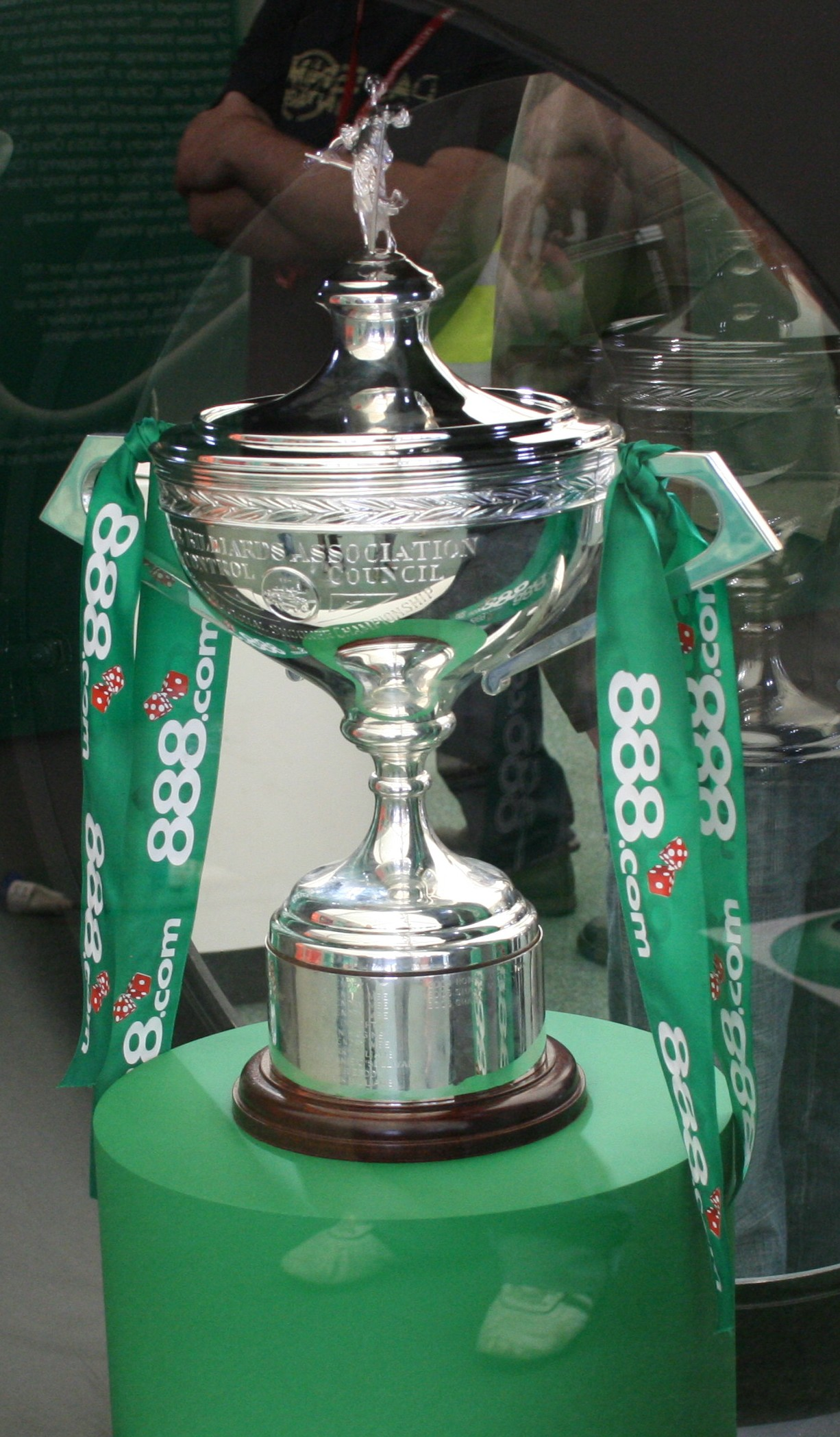
Títol.

El Campionat del Món de Snooker és un torneig professional d'snooker, el més important en termes de punts en el rànquing i de premis. El primer campionat es va celebrar el 1927 i des de 1977 s'ha disputat sempre al Crucible Theatre, a Sheffield, Anglaterra. A l'era moderna, el rècord de victòries és d'Stephen Hendry, el qual ha guanyat el títol en set ocasions, mentre que Steve Davis, Ray Reardon i Ronnie O'Sullivan l'han guanyat sis vegades.

## Palmarès
| Format                            | Organitzador |
| --------------------------------- | ------------ |
| Torneig del KO                    | BACC         |
| Campió arriba directe a la final† | BACC         |
| Campionat Professional Matchplay◊ | Independent  |
| Challenge matches‡                | BACC         |
| Torneig del KO ((modern era))     | WPBSA        |

| Any                          | Guanyador         | Finalista         | Marcador | Temporada | Lloc                                  |
| ---------------------------- | ----------------- | ----------------- | -------- | --------- | ------------------------------------- |
| 1927                         | Joe Davis         | Tom Dennis        | 20–11    | n/a       | Camkins Hall, Birmingham              |
| 1928†                        | Joe Davis         | Fred Lawrence     | 16–13    | n/a       | Camkins Hall, Birmingham              |
| 1929                         | Joe Davis         | Tom Dennis        | 19–14    | n/a       | Lounge Hall, Nottingham               |
| 1930                         | Joe Davis         | Tom Dennis        | 25–12    | n/a       | Thurston's Hall, Londres              |
| 1931†                        | Joe Davis         | Tom Dennis        | 25–21    | n/a       | Lounge Hall, Nottingham               |
| 1932†                        | Joe Davis         | Clark McConachy   | 30–19    | n/a       | Thurston's Hall, Londres              |
| 1933                         | Joe Davis         | Willie Smith      | 25–18    | n/a       | Joe Davis Center, Chesterfield        |
| 1934†                        | Joe Davis         | Tom Newman        | 25–23    | n/a       | Lounge Hall, Nottingham               |
| 1935                         | Joe Davis         | Willie Smith      | 25–20    | n/a       | Thurston's Hall, Londres              |
| 1936                         | Joe Davis         | Horace Lindrum    | 34–27    | n/a       | Thurston's Hall, Londres              |
| 1937                         | Joe Davis         | Horace Lindrum    | 32–29    | n/a       | Thurston's Hall, Londres              |
| 1938                         | Joe Davis         | Sidney Smith      | 37–24    | n/a       | Thurston's Hall, Londres              |
| 1939                         | Joe Davis         | Sidney Smith      | 43–30    | n/a       | Thurston's Hall, Londres              |
| 1940                         | Joe Davis         | Fred Davis        | 37–36    | n/a       | Thurston's Hall, Londres              |
| 1941–1945: No es va celebrar |                   |                   |          |           |                                       |
| 1946                         | Joe Davis         | Horace Lindrum    | 78–67    | n/a       | Horticultural Hall, Londres           |
| 1947                         | Walter Donaldson  | Fred Davis        | 82–63    | n/a       | Leicester Square Hall, Londres        |
| 1948                         | Fred Davis        | Walter Donaldson  | 84–61    | n/a       | Leicester Square Hall, Londres        |
| 1949                         | Fred Davis        | Walter Donaldson  | 80–65    | n/a       | Leicester Square Hall, Londres        |
| 1950                         | Walter Donaldson  | Fred Davis        | 51–46    | n/a       | Tower Circus, Blackpool               |
| 1951                         | Fred Davis        | Walter Donaldson  | 58–39    | n/a       | Tower Circus, Blackpool               |
| 1952                         | Horace Lindrum    | Clark McConachy   | 94–49    | n/a       | Houldsworth Hall, Manchester          |
| 1952◊                        | Fred Davis        | Walter Donaldson  | 38–35    | n/a       | Tower Circus, Blackpool               |
| 1953◊                        | Fred Davis        | Walter Donaldson  | 37–34    | n/a       | Leicester Square Hall, Londres        |
| 1954◊                        | Fred Davis        | Walter Donaldson  | 39–21    | n/a       | Houldsworth Hall, Manchester          |
| 1955◊                        | Fred Davis        | John Pulman       | 37–34    | n/a       | Tower Circus, Blackpool               |
| 1956◊                        | Fred Davis        | John Pulman       | 38–35    | n/a       |                                       |
| 1957◊                        | John Pulman       | Jackie Rea        | 39–34    | n/a       | Jersey                                |
| 1958–1963: No es va celebrar |                   |                   |          |           |                                       |
| 1964‡                        | John Pulman       | Fred Davis        | 19–16    | n/a       | Burroughes Hall, Londres              |
| 1964‡                        | John Pulman       | Rex Williams      | 40–33    | n/a       | Burroughes Hall, Londres              |
| 1965‡                        | John Pulman       | Fred Davis        | 37–36    | n/a       | Burroughes Hall, Londres              |
| 1965‡                        | John Pulman       | Rex Williams      | 25–22    | n/a       | Sud-àfrica                            |
| 1965‡                        | John Pulman       | Fred Van Rensburg | 39–12    | n/a       | Sud-àfrica                            |
| 1966‡                        | John Pulman       | Fred Davis        | 5–2      | n/a       | St George's Hall, Liverpool           |
| 1968‡                        | John Pulman       | Eddie Charlton    | 39–34    | n/a       | Co-operative Hall, Bolton             |
| 1969                         | John Spencer      | Gary Owen         | 37–24    | n/a       | Victoria Hall, Londres                |
| 1970                         | Ray Reardon       | John Pulman       | 37–33    | n/a       | Victoria Hall, Londres                |
| 1971                         | John Spencer      | Warren Simpson    | 37–29    | n/a       | Sídney, Austràlia                     |
| 1972                         | Alex Higgins      | John Spencer      | 37–32    | n/a       | Selly Park British Legion, Birmingham |
| 1973                         | Ray Reardon       | Eddie Charlton    | 38–32    | n/a       | City Exhibition Hall, Manchester      |
| 1974                         | Ray Reardon       | Graham Milers     | 22–12    | 1973/74   | Belle Vue, Manchester                 |
| 1975                         | Ray Reardon       | Eddie Charlton    | 31–30    | 1974/75   | Melbourne, Austràlia                  |
| 1976                         | Ray Reardon       | Alex Higgins      | 27–16    | 1975/76   | Wythenshawe Forum, Manchester         |
| 1977                         | John Spencer      | Cliff Thorburn    | 25–21    | 1976/77   | Crucible Theatre, Sheffield           |
| 1978                         | Ray Reardon       | Perrie Mans       | 25–18    | 1977/78   | Crucible Theatre, Sheffield           |
| 1979                         | Terry Griffiths   | Dennis Taylor     | 24–16    | 1978/79   | Crucible Theatre, Sheffield           |
| 1980                         | Cliff Thorburn    | Alex Higgins      | 18–16    | 1979/80   | Crucible Theatre, Sheffield           |
| 1981                         | Steve Davis       | Doug Mountjoy     | 18–12    | 1980/81   | Crucible Theatre, Sheffield           |
| 1982                         | Alex Higgins      | Ray Reardon       | 18–15    | 1981/82   | Crucible Theatre, Sheffield           |
| 1983                         | Steve Davis       | Cliff Thorburn    | 18–6     | 1982/83   | Crucible Theatre, Sheffield           |
| 1984                         | Steve Davis       | Jimmy White       | 18–16    | 1983/84   | Crucible Theatre, Sheffield           |
| 1985                         | Dennis Taylor     | Steve Davis       | 18–17    | 1984/85   | Crucible Theatre, Sheffield           |
| 1986                         | Joe Johnson       | Steve Davis       | 18–12    | 1985/86   | Crucible Theatre, Sheffield           |
| 1987                         | Steve Davis       | Joe Johnson       | 18–14    | 1986/87   | Crucible Theatre, Sheffield           |
| 1988                         | Steve Davis       | Terry Griffiths   | 18–11    | 1987/88   | Crucible Theatre, Sheffield           |
| 1989                         | Steve Davis       | John Parrott      | 18–3     | 1988/89   | Crucible Theatre, Sheffield           |
| 1990                         | Stephen Hendry    | Jimmy White       | 18–12    | 1989/90   | Crucible Theatre, Sheffield           |
| 1991                         | John Parrott      | Jimmy White       | 18–11    | 1990/91   | Crucible Theatre, Sheffield           |
| 1992                         | Stephen Hendry    | Jimmy White       | 18–14    | 1991/92   | Crucible Theatre, Sheffield           |
| 1993                         | Stephen Hendry    | Jimmy White       | 18–5     | 1992/93   | Crucible Theatre, Sheffield           |
| 1994                         | Stephen Hendry    | Jimmy White       | 18–17    | 1993/94   | Crucible Theatre, Sheffield           |
| 1995                         | Stephen Hendry    | Nigel Bond        | 18–9     | 1994/95   | Crucible Theatre, Sheffield           |
| 1996                         | Stephen Hendry    | Peter Ebdon       | 18–12    | 1995/96   | Crucible Theatre, Sheffield           |
| 1997                         | Ken Doherty       | Stephen Hendry    | 18–12    | 1996/97   | Crucible Theatre, Sheffield           |
| 1998                         | John Higgins      | Ken Doherty       | 18–12    | 1997/98   | Crucible Theatre, Sheffield           |
| 1999                         | Stephen Hendry    | Mark Williams     | 18–11    | 1998/99   | Crucible Theatre, Sheffield           |
| 2000                         | Mark Williams     | Matthew Stevens   | 18–16    | 1999/00   | Crucible Theatre, Sheffield           |
| 2001                         | Ronnie O'Sullivan | John Higgins      | 18–14    | 2000/01   | Crucible Theatre, Sheffield           |
| 2002                         | Peter Ebdon       | Stephen Hendry    | 18–17    | 2001/02   | Crucible Theatre, Sheffield           |
| 2003                         | Mark Williams     | Ken Doherty       | 18–16    | 2002/03   | Crucible Theatre, Sheffield           |
| 2004                         | Ronnie O'Sullivan | Graeme Dott       | 18–8     | 2003/04   | Crucible Theatre, Sheffield           |
| 2005                         | Shaun Murphy      | Matthew Stevens   | 18–16    | 2004/05   | Crucible Theatre, Sheffield           |
| 2006                         | Graeme Dott       | Peter Ebdon       | 18–14    | 2005/06   | Crucible Theatre, Sheffield           |
| 2007                         | John Higgins      | Mark Selby        | 18–13    | 2006/07   | Crucible Theatre, Sheffield           |
| 2008                         | Ronnie O'Sullivan | Ali Carter        | 18–8     | 2007/08   | Crucible Theatre, Sheffield           |
| 2009                         | John Higgins      | Shaun Murphy      | 18–9     | 2008/09   | Crucible Theatre, Sheffield           |
| 2010                         | Neil Robertson    | Graeme Dott       | 18–13    | 2009/10   | Crucible Theatre, Sheffield           |
| 2011                         | John Higgins      | Judd Trump        | 18–15    | 2010/11   | Crucible Theatre, Sheffield           |
| 2012                         | Ronnie O'Sullivan | Ali Carter        | 18–11    | 2011/12   | Crucible Theatre, Sheffield           |
| 2013                         | Ronnie O'Sullivan | Barry Hawkins     | 18–12    | 2012/13   | Crucible Theatre, Sheffield           |
| 2014                         | Mark Selby        | Ronnie O'Sullivan | 18–14    | 2013/14   | Crucible Theatre, Sheffield           |
| 2015                         | Stuart Bingham    | Shaun Murphy      | 18–15    | 2014/15   | Crucible Theatre, Sheffield           |
| 2016                         | Mark Selby        | Ding Junhui       | 18-14    | 2015/16   | Crucible Theatre, Sheffield           |
| 2017                         | Mark Selby        | John Higgins      | 18-15    | 2016/17   | Crucible Theatre, Sheffield           |
| 2018                         | Mark Williams     | John Higgins      | 18-16    | 2017/18   | Crucible Theatre, Sheffield           |
| 2019                         | Judd Trump        | John Higgins      | 18-9     | 2018/19   | Crucible Theatre, Sheffield           |
| 2020                         | Ronnie O'Sullivan | Kyren Wilson      | 18-8     | 2019/20   | Crucible Theatre, Sheffield           |
| 2021                         | Mark Selby        | Shaun Murphy      | 18-15    | 2020/21   | Crucible Theatre, Sheffield           |
| 2022                         | Ronnie O'Sullivan | Judd Trump        | 18-13    | 2021/22   | Crucible Theatre, Sheffield           |
| 2023                         | Luca Brecel       | Mark Selby        | 18-15    | 2022/23   | Crucible Theatre, Sheffield           |